# Betty (canción)
«Betty» (estilizada en minúsculas) es una canción de la cantautora estadounidense Taylor Swift de su octavo álbum de estudio, Folklore. Fue escrita por Swift y William Bowery, y producida por Swift, Aaron Dessner y Jack Antonoff. Fue lanzada el 17 de agosto de 2020 por Republic Records como el decimocuarto sencillo del álbum. «Betty» es una canción de country y folk rock con una armónica entrelazada. Líricamente, representa la disculpa de James, uno de los personajes centrales descritos en el triángulo amoroso de Folklore. La canción debutó en los números 6 y 42 en las listas Billboard Hot Country Songs y Hot 100, respectivamente, convirtiéndose en su vigésimo segundo éxito entre los diez primeros en la primera.

## Composición y letras
«Betty» es una de las tres canciones del álbum que representan el mismo triángulo amoroso desde tres perspectivas diferentes en diferentes momentos de sus vidas (las otras dos son «Cardigan» y «August»). «Betty» es la historia de la relación en la perspectiva del novio infiel James, quien tuvo una «aventura de verano» con la narradora de «August», llamada Augusta o Augustine. James se disculpa por sus errores pasados pero no los reconoce por completo, citando su miedo a las multitudes y al «ojo errante» de Betty como excusas, exponiendo su irresponsabilidad. La canción es una melodía de folk rock y country, con una armónica entrelazada. Los nombres de los personajes de la canción, James, Betty e Inez, se toman de las hijas de Blake Lively y Ryan Reynolds.
La canción empezó a ser escrita por William Bowery, y tras las especulaciones de que podría ser, se confirmó por parte de Taylor en la película documental de Folklore: the long pond studio sessions, que realmente era el pseudónimo de Joe Alwyn. En el documental, Taylor explica cómo empezó a escuchar a su novio al piano desde la habitación de al lado, y éste empezó a cantar lo que actualmente es el estribillo de la canción.
«Betty» ha sido catalogada como un himno LGBT que entraría dentro de un canon queer con interpretaciones lésbicas de la historia que narra.

## Rendimiento comercial
«Betty» entró en varias listas de Billboard de Estados Unidos tras el lanzamiento de «Folklore». Debutó en el número 42 en el Billboard Hot 100, y en el número 6 en la lista Hot Country Songs, la semana del 8 de agosto de 2020. Es el vigésimo segundo éxito entre los diez primeros de Swift en este último y el debut más alto para una mujer desde «Meant to Be» de Bebe Rexha. La canción debutó en el número 60 en la lista Country Airplay, marcando la trigésimo sexta entrada de Swift en la lista y la primera desde su colaboración con Sugarland «Babe». «Betty» también llegó al número uno en la lista Billboard Country Streaming Songs con 14,5 millones de reproducciones. Vendió 3000 descargas y abrió en el decimoquinto lugar de la lista de ventas de canciones digitales de Billboard Country.

## Interpretación
La primera vez que se interpretó este sencillo fue los premios de La Academia De Música Country, en 2020 (La 55.ª edición de los ACM Awards). La actuación debutó en la Grand Ole Opry House en Nashville. Tocó sin ningún acompañante, ni bailarines ni vocalistas, solo ella y su guitarra, después de estar 7 años sin acudir a estos premios.
Poco después salió la película documental de Folklore: the long pond studio sessions en la que Taylor interpretó acústicamente cada una de las canciones de su álbum Folklore, junto a Aaron Dessner y Jack Antonoff, incluida «Betty».

## Créditos y persona
Los créditos están adaptados de Pitchfork Media.
- Taylor Swift - voz, compositora, productora
- William Bowery - compositor
- Aaron Dessner - productor, ingeniero de grabación, percusión, piano, bajo, guitarra de cuerdas altas, guitarra eléctrica
- Jack Antonoff - productor, ingeniero de grabación, batería, percusión, bajo, guitarra eléctrica, guitarra acústica, órgano, melotrón
- Laura Sisk - ingeniera de grabación
- John Rooney - ingeniero asistente
- Jonathan Low - ingeniero de grabación
- Serban Ghenea - mezclador
- John Hanes - ingeniero
- Randy Merrill - ingeniero de masterización
- Mikey Freedom Hart - mellotron, pedal steel, Wurlitzer, clavecín, vibráfono, guitarra eléctrica
- Evan Smith - saxofones, clarinete
- Josh Kaufman - ingeniero de grabación, armónica, guitarra eléctrica, lap steel

## Posicionamiento en listas
| Listas (2020)                                | Mejor posición |
| -------------------------------------------- | -------------- |
| Australia (ARIA)                             | 22             |
| Canadá (Billboard Canadian Hot 100)          | 32             |
| Escocia (Official Charts Company)            | 87             |
| Estados Unidos (Billboard Hot 100)           | 42             |
| Estados Unidos Hot Country Songs (Billboard) | 6              |
| Estados Unidos (Rolling Stone Top 100)       | 19             |
| (Billboard Global 200)                       | 180            |
| Portugal (AFP)                               | 150            |
| Singapur (RIAS)                              | 22             |

## Historial de lanzamiento
| Región         | Fecha                | Formato                     | Discográfica | Ref.   |
| -------------- | -------------------- | --------------------------- | ------------ | ------ |
| Varios         | 24 de julio de 2020  | Descarga digital, streaming | Republic     | [ 13 ] |
| Estados Unidos | 17 de agosto de 2020 | Country radio               | Republic     | [ 23 ] |